# ظهرة العدة (حزم العدين)

تعديل مصدري - تعديل

ظهرة العدة محلة تابعة لقرية البشمة، التابعة لعزلة الاحكوم بمديرية حزم العدين إحدى مديريات محافظة إب في الجمهورية اليمنية، بلغ تعداد سكانها 32 حسب تعداد اليمن لعام 2004.